# De Groene Draeck
Die De Groene Draeck (deutsch: Der grüne Drache) ist die Yacht der ehemaligen niederländischen Königin Beatrix. Sie ist damit neben der norwegischen Norge und der dänischen Dannebrog eine der letzten verbliebenen royalen Yachten in Europa.

## Schiff
De Groene Draeck ist ein Lemsteraak, der von 1956 bis 1957 in der Amsterdamer Werft De Amsterdamsche Scheepswerf G. de Vries Lentsch Jr. gebaut wurde. Der Stapellauf war am 4. Juni 1957, die Auslieferung am 15. Juni 1957. Das Schiff hat eine Damenkabine für vier Personen, eine Herrenkabine für zwei Personen und zwei Zusatzbetten im Salon. Der Bug ist für die Besatzung des Schiffes bestimmt und hat einen separaten Aufgang zum Deck.
Es ist mit einem wassergekühlten Sechszylinder-Dieselmotor von Perkins mit 65 PS bei 2000/min ausgestattet. Zusätzlich treibt ein luftgekühlter Lister-Diesel den Propellerwellengenerator und einen separaten Generator für die Stromversorgung an. Dort kann auch eine Bilgenpumpe angeschlossen werden, die auch zur Reinigung des Decks verwendet werden kann. Ein großer Batteriesatz befindet sich ebenfalls im Maschinenraum. Das Schiff ist mit einem Kohlendioxid-Feuerlöschsystem ausgestattet. Zusätzlich zu den drei Bordtoiletten (davon eine für die Besatzung) gibt es fünf Waschbecken, die ebenfalls ins offene Wasser abfließen.
Aus Platzgründen verfügt das Schiff nicht über eine Pinne, sondern über ein Steuerrad. Die Schnitzereien (u. a. Skulpturen) rund um das Cockpit sind von C. Bischoff als Relief aus dem Teakholz geschnitzt. Auf dem Ruder steht ein geflügelter Drache, der von Katinka van Rood, der Bildhauerin der Prinzessin, entworfen wurde. Neben dem Stockanker befinden sich ein Pflugscharanker und zwei Kattanker an Bord. Falls die Stromversorgung an Bord ausfällt, könnten die Navigationslichter auch mit Öl betrieben werden.

## Geschichte
Die Idee, der damaligen Kronprinzessin Beatrix ein Schiff zu schenken, wurde in einem Komitee aus Vertretern von u. a. Schiffereiunternehmen, Marine und Seebädern ausgearbeitet. Sie erhielt De Groene Draeck anlässlich ihres 18. Geburtstages 1956 überreicht. Die Segelnummer lautet daher VA 18.
Nach Fertigstellung in Muiden wurde im Hafen und im Zugangskanal eine Flottenschau mit über 500 Yachten und Booten hintereinander durchgeführt.
Eigentümer ist heute die Stiftung des Hauses Oranien-Nassau, die dazu dient, dass Nachkommen von Königin Wilhelmina in Ausübung der königlichen Würde Zugang zu dem benötigten beweglichen materiellen Eigentum haben. Im Falle der Liquidation der Stiftung werden die Besitztümer an die Nachkommen übertragen, die die gesetzlichen Erben sind. Der Direktor der Stiftung ist die Königin bzw. der König. Die Eigentumsübertragung scheint von der Öffentlichkeit unbemerkt um die Zeit des Thronwechsels stattgefunden zu haben.

## Wartungskosten
2007 kam es zu einer Diskussion über die Wartungskosten des Schiffes, als sich herausstellte, dass diese durch das Verteidigungsministerium getragen werden. In den Jahren 2005 und 2006 beliefen sich die Kosten auf 416.000 Euro. Ein neues vergleichbares Schiff kostet bei Anschaffungskosten von 800.000 bis 2.500.000 Euro in der Wartung normalerweise 50.000 bis 70.000 Euro pro Jahr. Anfang September 2007 gab das Verteidigungsministerium bekannt, dass es dieses Schiff weiterhin warten und betreiben wird, wie dies bei der Übergabe des Geschenks versprochen wurde.
Am 11. Mai 2010 wurde bekannt gegeben, dass Königin Beatrix einen großen Teil der Wartung doch selbst bezahlen würde. Sie bezahlte die zusätzliche Wartung für zwei Jahre. Die Kosten wurden auf 326.000 Euro geschätzt.
Auf Fragen von Alexander Pechtold berichtete Premierminister Mark Rutte Ende September 2015, dass von 2010 bis 2015 223.000 Euro mehr für die Instandhaltung ausgegeben wurden als erwartet. Darüber hinaus werden für die kommenden Jahre nicht die veranschlagten 51.000 Euro pro Jahr ausgegeben, sondern 95.000 Euro.
RTL News meldete im Februar 2016, dass die Wartungskosten in den Finanzberichten jahrelang bei rund 50.000 Euro lagen, in Wirklichkeit jedoch jedes Jahr mehr als doppelt so hoch waren. Rutte hätte das Repräsentantenhaus strukturell falsch informiert.

## Galerie

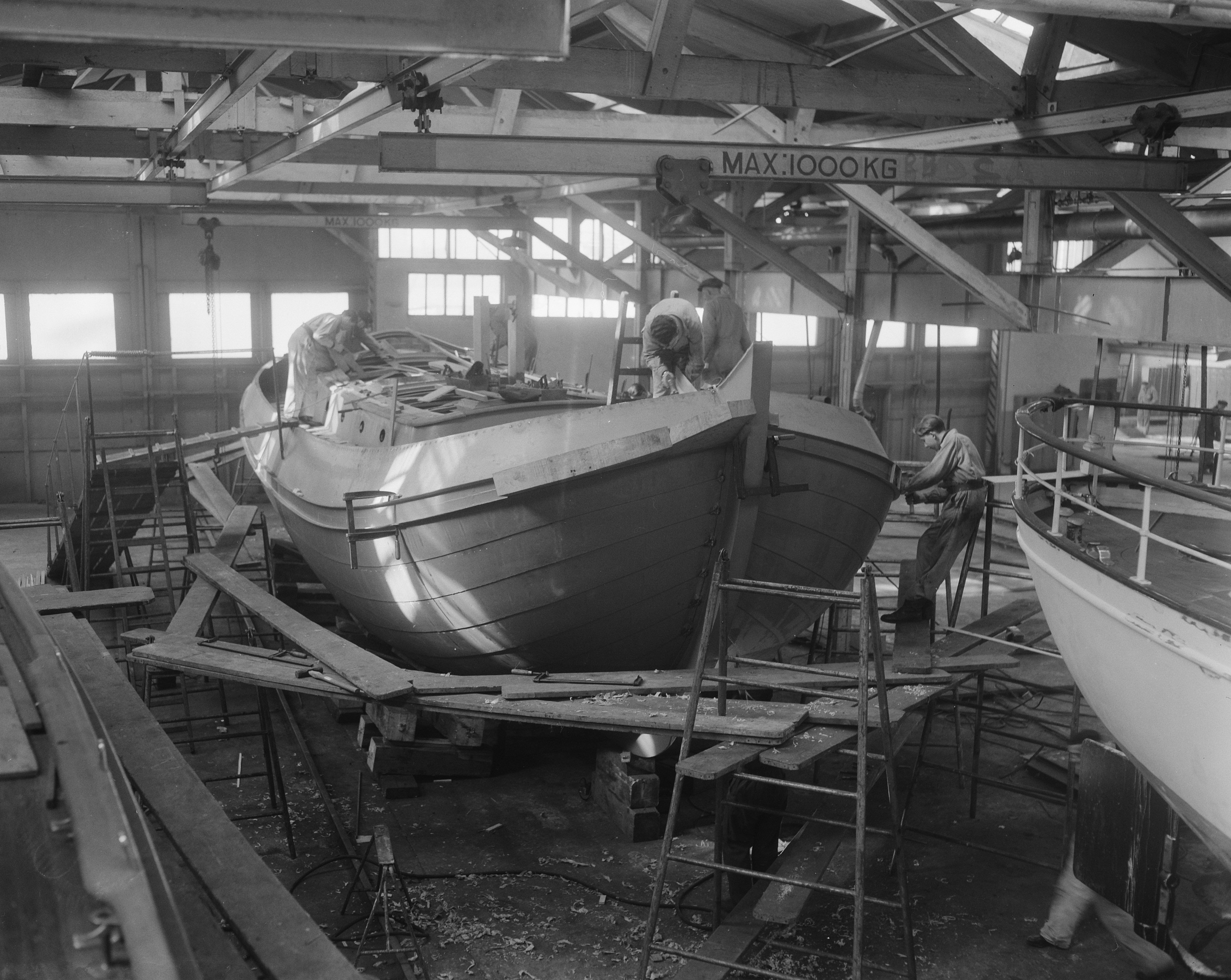
Während des Baus
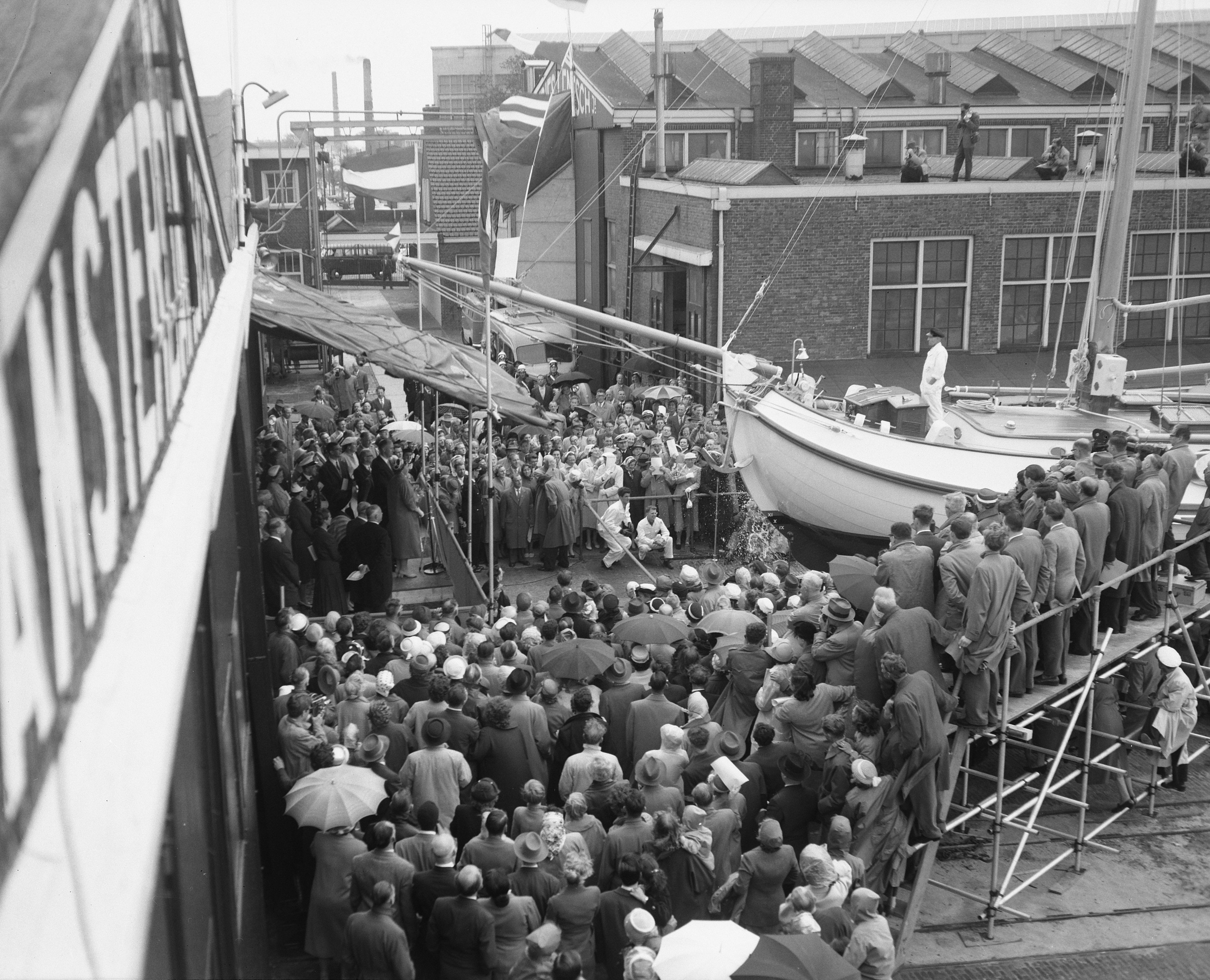
Stapellauf
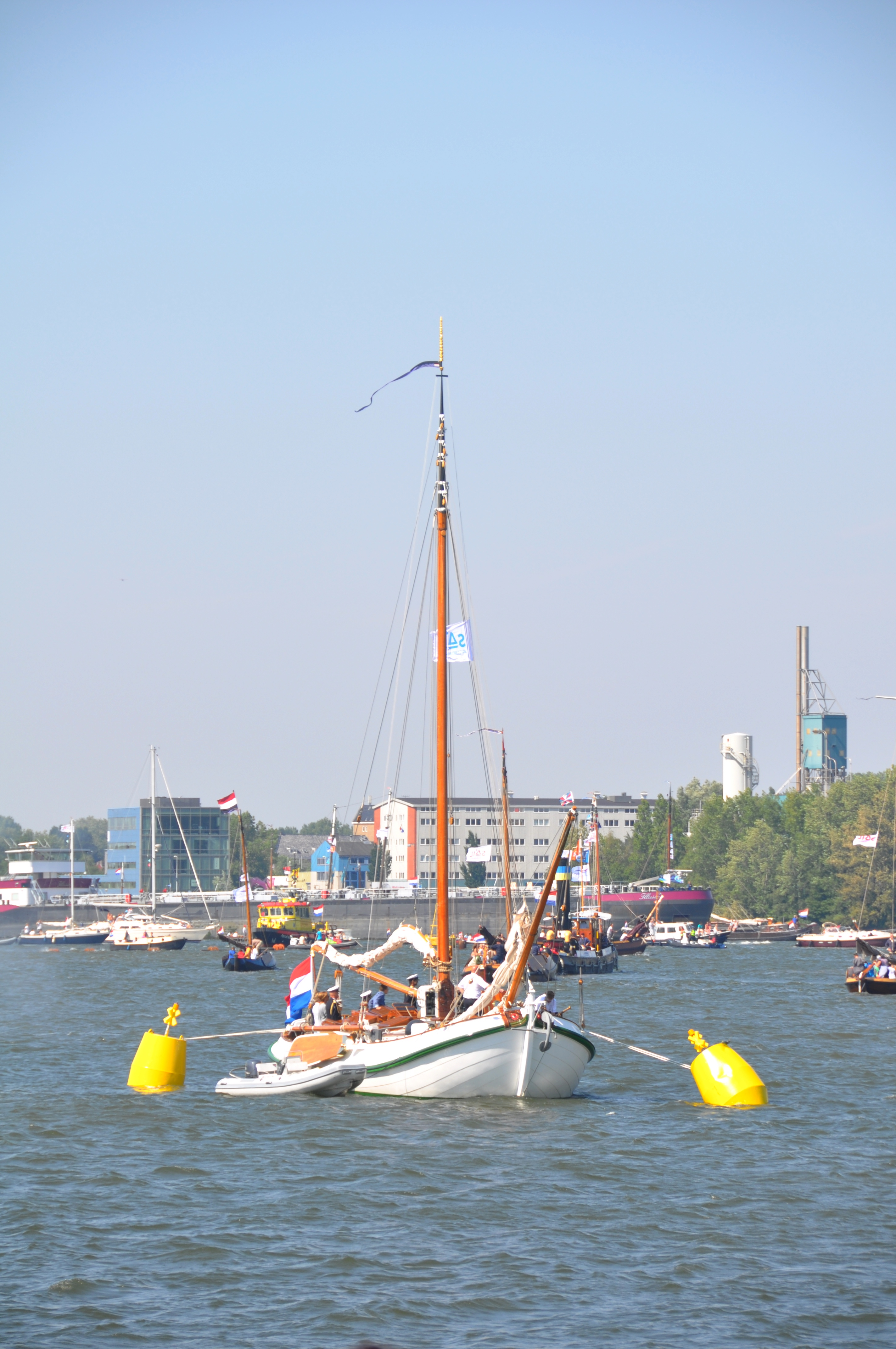
2015 auf der Sail Amsterdam